# Montargis
Montargis är en kommun i departementet Loiret i regionen Centre-Val de Loire strax norr Frankrikes mitt. Kommunen ligger i kantonen Montargis som tillhör arrondissementet Montargis. År 2022 hade Montargis 14 819 invånare.

## Befolkningsutveckling
Antalet invånare i kommunen Montargis
| Referens: INSEE |